# 密毛苎麻
密毛苎麻（学名：Boehmeria tomentosa）是荨麻科苎麻属的植物。分布在不丹、印度、锡金以及中国大陆的广西、四川、云南等地，生长于海拔1,500米至2,400米的地区，多生在灌丛中、山地林中及沟边，目前尚未由人工引种栽培。

## 异名
- Boehmeria macrophylla D. Don var. tomentosa Wedd.
- Boehmeria macrophylla Hornem. var. tomentosa (Wedd.) Long